# 贝勒加德-普雪
贝勒加德-普雪（法語：Bellegarde-Poussieu，法語發音：[bɛlɡaʁd pusjø]）是法国伊泽尔省的一个市镇，属于维埃纳区。该市镇于1790-1794年间由贝勒加德（Bellegarde）和普雪（Poussieu）合并而成。

## 地理
贝勒加德-普雪（45°22'30"N, 4°57'3"E）面积16.79 平方千米，位于法国奥弗涅-罗讷-阿尔卑斯大区伊泽尔省，该省份为法国东南部内陆省份，北起顺时针与安省、萨瓦省、上阿尔卑斯省、德龙省、阿尔代什省、卢瓦尔省和罗讷省。
与贝勒加德-普雪接壤的市镇（或旧市镇、城区）包括：索奈、拉沙佩勒德叙里约、雅尔雪、多隆河畔穆瓦雪、蒙瑟沃鲁、帕克特。
贝勒加德-普雪的时区为UTC+01:00、UTC+02:00（夏令时）。

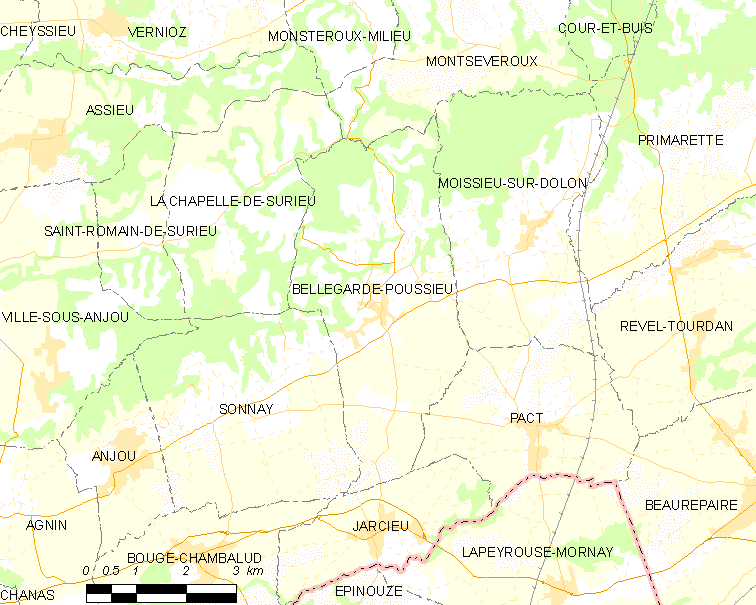
贝勒加德-普雪的OSM定位图

## 行政
贝勒加德-普雪的邮政编码为38270，INSEE市镇编码为38037。

## 政治
贝勒加德-普雪所属的省级选区为鲁西永县。

## 人口

1962-2008年间贝勒加德-普雪人口变化图示

贝勒加德-普雪于2022年1月1日时的人口数量为1015人。